# Верховное командование вермахта

Флаг руководителя Верховного командования вермахта (1941—1945)

Флаг руководителя Верховного командования вермахта (1938—1941)

ОКВ (от нем. Oberkommando der Wehrmacht, нем. OKW) — Верховное командование вермахта, центральный элемент управленческой структуры вооружённых сил Германии в 1938—1945 годах.
Верховное командование вермахта было создано 4 февраля 1938 года после ликвидации военного министерства (нем. Reichskriegsministerium). Его создание было обусловлено желанием Адольфа Гитлера (на верность которому личный состав вооружённых сил обязан был принимать присягу) получить полноту власти над принятием военных решений. Главой ОКВ был назначен генерал артиллерии Вильгельм Кейтель, который, несмотря на многочисленные разногласия с Гитлером, занимал эту должность в течение всего периода существования ОКВ (до мая 1945 года).

## Структура
Формально ОКВ осуществляло руководство и координацию деятельности верховных командований отдельных видов вооружённых сил:
ОКХ — (нем. Oberkommando des Heeres) Верховное командование сухопутными войсками;
ОКЛ — (нем. Oberkommando der Luftwaffe) Верховное командование люфтваффе (военно-воздушными силами);
ОКМ — (нем. Oberkommando der Marine) Верховное командование кригсмарине (военно-морским флотом).
Однако на практике ОКВ имело ограниченное влияние на верховные командования отдельных видов вооружённых сил, что стало очевидным в декабре 1941 года, когда после неудачного наступления на Москву Вальтер фон Браухич был смещён с должности руководителя ОКХ и эту должность занял непосредственно Адольф Гитлер, фюрер и верховный главнокомандующий вооружённых сил нацистской Германии.
Аппарат ОКВ включал четыре департамента:
- штаб оперативного руководства (нем. Wehrmacht-Führungsamt) (Альфред Йодль);
- управление разведки и контрразведки (нем. Amt Ausland/Abwehr) (Вильгельм Канарис);
- служба экономики обороны и вооружения (нем. Wirtschafts- und Rüstungsamt) (Георг Томас);
- департамент общих вопросов (юридические и административные отделы) (нем. Amtsgruppe Allgemeine Wehrmachtangelegenheiten) (Герман Рейнеке).

## Полномочия и деятельность
Формальным назначением ОКВ было выполнение функций Генерального штаба по координации действий сухопутных войск, авиации и флота, однако на практике Верховное командование вермахта было личным штабом Гитлера, оформлявшим его военные планы в приказы конкретным органам управления и не имевшим на них непосредственного влияния. С ходом войны ОКВ начало получать больший контроль над войсками, прежде всего на Западном фронте. С 1942 года наблюдалось географическое разграничение полномочий ОКВ и возглавляемого непосредственно Гитлером ОКХ — в то время как деятельность последнего всё больше сосредоточивалась на Восточном фронте, ОКВ получало всё больше полномочий по руководству военными действиями на Западном фронте, в Африке, а позже и в Италии.

## Осуждение деятельности ОКВ
По завершении Второй мировой войны деятельность ОКВ и отдельных его руководителей была предметом рассмотрения в ходе Нюрнбергского процесса. По результатам процесса, обвинения относительно преступности деятельности ОКВ были отклонены. Вместе с тем глава ОКВ Вильгельм Кейтель и начальник штаба оперативного руководства Альфред Йодль были признаны военными преступниками, приговорены к смертной казни и повешены.